# Oscar Cruz
Oscar Valero Cruz (Balanga, 17 november 1934 – San Juan, Metro Manilla, 26 augustus 2020) was een Filipijnse geestelijke en een aartsbisschop van de Rooms-Katholieke Kerk.
Cruz werd tot priester gewijd op 2 oktober 1962. Op 4 maart 1976 werd hij benoemd tot hulpbisschop van Manilla en tot titulair bisschop van Martirano; zijn bisschopswijding vond plaats op 3 mei 1976. Op 22 mei 1978 volgde zijn benoeming tot aartsbisschop van San Fernando. Op 15 juli 1991 werd hij benoemd tot aartsbisschop van Lingayen–Dagupan. 
Daarnaast was Cruz van 1993 tot 2000 voorzitter van de Federatie van Aziatische bisschoppen, en van 1995 tot 1999 voorzitter van de Filipijnse bisschoppenconferentie.
Op 8 september 2009 maakte het Vaticaan bekend dat het verzoek om een vervroegd emeritaat, dat Cruz in 2007 had ingediend, was ingewilligd. Socrates Villegas, tot dan toe bisschop van Balanga, werd vervolgens benoemd tot aartsbisschop van Lingayen-Dagupan.
Cruz overleed in 2020 op 85-jarige leeftijd.
- International Standard Name Identifier: 0000 0000 3181 9984
- Library of Congress Control Number: n96903917
- MusicBrainz: f8c5dcb8-2c7d-4496-9e9a-9ed7ed981322
- Virtual International Authority File: 63285237
- WorldCat: E39PBJqw4pgRpvkDyBk6tdkxDq